# 절첩장
절첩장은 일정한 크기의 종이를 연이어 붙여 적당한 크기로 접은 다음, 앞, 뒷면에 두터운 장지를 붙여 만든 장정형태를 말한다. 이는 권자장의 단점을 보완한 것으로 책을 읽을 때 간편하게 한 장씩 넘겨 가며 볼 수 있고, 또한 어느 부분을 참고할 경우 쉽게 찾을 수 있으며, 다 읽고 덮어 두면 바로 원상태가 권자본이나 선풍엽보다 독서하기에 편리하였다. 그러나 여러차례 계속하여 접었다 펼치게 되면 접힌 부분이 떨어지는 단점이 있었다.
이 절첩장은 첩책, 접책, 범협장, 경접장, 경절장 등으로도 일컫는다. 특히 범협장 또는 경접장이라는 명칭은 불교 전래에 따라 중국에 수입된 인도의 불교경전인 패엽경에서 영향을 받았기 때문에 생긴 것이다.